# The Scream
The Scream (рус. Крик) — дебютный студийный альбом британской рок-группы Siouxsie & the Banshees, выпущенный 13 ноября 1978 года звукозаписывающей компанией Polydor Records. Вышедший незадолго до этого хит-сингл «Hong Kong Garden» в альбом включен не был. 2 декабря сингл вошёл в UK Singles Chart на #12 и провёл в списках 11 недель.

## Отзывы критиков
Альбом Scream получив высокие оценки британской музыкальной прессы. Питер Силвертон в еженедельнике Sounds назвал его лучшим дебютным альбомом 1978 года, отметив сильные, эффектные тексты, во многом интуитивную, но по-своему эффективную игру музыкантов и уникальный вокал Сьюзи.
Melody Maker, отметив изобретательность аранжировок и впечатляющее звучание, сравнил альбом с работами Velvet Underground, Wire, Can и Pere Ubu. Как «гибрид Velvet Underground и Can» определил стиль альбома Ник Кент в NME, заметивший, что никогда прежде звучание рок-трио не приносило столь необычные и потрясающие результаты.
Согласно Полу Морли (NME, декабрь 1978), ничего похожего на Scream в роке до сих пор не было. «Это новаторство, а не революция, не разрушение, но строительство нового здания», — писал он.
Альбом Scream, сделавший прежде никому не известную группу пионерами постпанка, сегодня многими критиками расценивается как классический.

## Список композиций
1. «Pure» (McKay, Severin, Morris, Sioux)
2. «Jigsaw Feeling» (Severin, McKay)
3. «Overground» (Severin, McKay)
4. «Carcass» (Severin, Sioux, Fenton)
5. «Helter Skelter» (Lennon, McCartney)
6. «Mirage» (Severin, McKay)
7. «Metal Postcard (Mittageisen)» (McKay, Sioux)
8. «Nicotine Stain» (Severin, Sioux)
9. «Suburban Relapse» (McKay, Sioux)
10. «Switch» (McKay, Sioux)

### Перевыпуск 2005 года (бонус-треки)
1. «Make Up to Break Up» (Riverside Session)
2. «Love in a Void» (Peel Session 1)
3. «Mirage» (Peel Session 1)
4. «Metal Postcard (Mittageisen)» (Peel Session 1)
5. «Suburban Relapse» (Peel Session 1)
6. «Hong Kong Garden» (Peel Session 2)
7. «Overground» (Peel Session 2)
8. «Carcass» (Peel Session 2)
9. «Helter Skelter» (Peel Session 2)
10. «Metal Postcard» (Pathway Session)
11. «Suburban Relapse» (Pathway Session)
12. «The Staircase (Mystery)» (Pathway Session)
13. «Mirage» (Pathway Session)
14. «Nicotine Stain» (Pathway Session)
15. «Hong Kong Garden» (7" Single Version)
16. «The Staircase (Mystery)» (7" Single Version)